# Буженин (гмина)
Буженин (пол. Burzenin) — сельская гмина (волость) в Польше, входит как административная единица в Серадзкий повет, Лодзинское воеводство. Население — 5714 человек (на 2004 год).

## Соседние гмины
1. Гмина Бжезнё
2. Гмина Конопница
3. Гмина Серадз
4. Гмина Видава
5. Гмина Заполице
6. Гмина Злочев